# Méreau
Cet article concerne le nom commun. Pour la commune du département du Cher, voir Méreau (Cher).

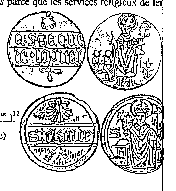
Méreaux de la Confrérie Saint Nicolas de Paris.

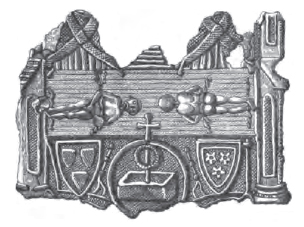
Le méreau de Lirey, représentant le suaire de Turin, est en fait une enseigne de pèlerinage.

Le méreau est une sorte de « bon-pour », un signe de reconnaissance, ou encore un laissez-passer qui prend la forme le plus communément d'un jeton en métal, plus rarement d'une rondelle de cuir ou de parchemin.

## Historique
Les méreaux - sans doute du latin merere : "être digne de", "mériter" - sont désignés depuis le Moyen Âge sous les formes de merel, merelles, marelles et mereaulx. C'est la pénurie de monnaie divisionnaire qui explique leur apparition. Ils sont tout d'abord employés dans le domaine ecclésiastique à partir du XIIIe siècle comme jetons de présence des chanoines aux offices et ils donnaient droit à un repas ou à une portion de pain ; ceux-ci pouvaient ensuite en faire profiter les pauvres. Au XVe siècle, on créa même des méreaux valant 5, 20, 30 ou 45 deniers, que l'on pouvait échanger contre du numéraire. Le méreau est apparenté à la monnaie de nécessité.
Rapidement, de nombreuses corporations ou institutions publiques ou privées utilisèrent ce système qui connut une large diffusion jusqu'à la fin du XVIIIe siècle. L'enseigne de pèlerinage, sorte de médaille ou broche munie d’une bélière ou d'un système d'attache au chapeau ou à la cape du pèlerin, est qualifiée improprement de « méreau de pèlerinage ».
Confondus avec le jeton, utilisé à l'origine pour effectuer ses comptes sur une grille et qui n'a pas systématiquement une valeur de remplacement, les méreaux sont très instructifs par leurs thème et inscription pour les historiens, et sont recherchés par les mérellophiles, alias collectionneurs de méreaux.
Au temps de Calvin, les méreaux de communion étaient distribués aux fidèles qui étaient dignes de communier à la Sainte-Cène, d'où la représentation fréquente de la coupe et du pain sur une face. Au XVIIe siècle, au temps des assemblées « au Désert » ils serviront en outre à admettre sans crainte les assistants inconnus.
Dans l'ouvrage Jetons, méreaux et médailles, l'historien Michel Pastoureau explique que les activités des jongleurs avec leurs numéros de singes savants ne sauraient être considérées comme des métiers méritant rétribution et que les jongleurs s'apparentaient à des faux pauvres pervertissant l'acte de charité (3). « II y avait un caractère transgressif dans le fait de donner de l'argent à des jongleurs. Lorsqu'un joueur recevait de l'argent, cela risquait de compromettre le salut de l'âme du donateur », précise Florian Meunier. Est-ce pour cela qu'il existait un méreau de jongleur au XIVe siècle, probablement la seule monnaie de singe du monde, détenue par le Musée Carnavalet ? « Un méreau, tel un jeton, s'apparente à une fausse pièce de monnaie coulée dans un métal médiocre qui vaut de l'argent, mais n'en est pas », précise Florian Meunier. Le méreau en question a, sur l'avers, un joueur de vielle à archet faisant danser un chien et, sur le revers, un singe avec une chaîne autour du cou ».
Le Méreau est devenu en 2016 la monnaie locale complémentaire du Montargois (Loiret).

## Pallofe
La pallofe est un méreau frappé sur un flan de laiton très mince (comme une peau : "pell" en catalan, d'où pellofe ou pallofe).
Elle jouait le même rôle qu'un méreau, c'est-à-dire un contrôle de l'assiduité des chanoines aux offices. Au début de ceux-ci, chaque bénéficiaire recevait un méreau ou pallofe qu'il échangeait ensuite contre des espèces. Devant la pénurie des monnaies, à la fin du XVIe siècle et au début du XVIIe siècle, les pallofes furent acceptées comme de véritables monnaies chez les boulangers, bouchers, etc. Monnaie de nécessité, les pallofes sont connues en une centaine de variétés environ.